# Gare de Mont-de-Marsan
Gare de Mont-de-Marsan – stacja kolejowa w Mont-de-Marsan, w departamencie Landy, w regionie Nowa Akwitania, we Francji.
Została otwarta w 1857 przez Compagnie des chemins de fer du Midi et du Canal latéral à la Garonne. Jest stacją Société nationale des chemins de fer français (SNCF), obsługiwanym przez pociągi TER Aquitaine.